# The Passion Play of Oberammergau
The Passion Play of Oberammergau ist ein Kurzfilm, der unter der Regie von Henry C. Vincent (né Henry Rojas; 1877–1962) im Jahr 1898 entstanden ist. Der Film stellt die Oberammergauer Passionsspiele nach. Der Film wurde durch die Edison Manufacturing Company veröffentlicht.

## Handlung
Siehe: Oberammergauer Passionsspiele

## Hintergrundinformationen
Der Film ist filmhistorisch interessant, weil es einer der ersten Filme mit einer erzählenden Handlung ist. Der Film entstand allerdings anders, als der Filmtitel vermuten lässt, nicht bei den Oberammergauer Passionsspielen, sondern in Amerika auf dem Dach des Grand Central Palace in New York. Für den Film wurden aufwendige Kulissen erstellt.
Der Film wurde am Broadway und in mehreren Kirchen zur Untermalung des Gottesdienstes vorgeführt. Über den Film ist außerdem bekannt, dass er ursprünglich auf drei Filmrollen veröffentlicht wurde.